# Грігоре Ботезату
Грі́горе Ботеза́ту (рум. Grigore Botezatu; *14 січня 1929, с. Барабой, Дондушенський район, Румунія, тепер Республіка Молдова) — радянський і молдовський фольклорист; доктор філологічних наук; упорядник найвідоміших зібрань молдовських народних казок.

## З життєпису
Народився 1929 року в тодішній Румунії.
Закінчив Державний університет Молдови.
Протягом багатьох років збирав і досліджував народні пісні і казки молдован в Республіці Молдова, а також в молдавських селах Кіровоградської, Миколаївської, Одеської областей України і на Північному Кавказі (нині Росія).
Премія Спілки письменників Молдови за збірку казок «Вода молодості» (2004).

## З доробку
Грігоре Ботезату — упорядник численних антологій молдовського фольклору, як оригінальних, так і російською, автор багатьох досліджень і монографій з теми, зокрема з молдовської пісенної творчості, гайдуцького фольклору тощо.
Взяв участь у складанні та виданні зібрання «Молдавська народна творчість» в 16 томах (1975—1983).

## Джерело-посилання
- Грігоре Ботезату на веб-енциклопедія m.moldovenii.md (рос.)